# Villar del Arzobispo
Villar del Arzobispo – gmina w Hiszpanii, w prowincji Walencja, we wspólnocie autonomicznej Walencja, o powierzchni 40,7 km². W 2011 roku liczyła 3777 mieszkańców.